# 1844.
◄ | 18. stoljeće | 19. stoljeće | 20. stoljeće | ►
◄ | 1810-ih | 1820-ih | 1830-ih | 1840-ih | 1850-ih | 1860-ih | 1870-ih | ►
◄◄ | ◄ | 1841. | 1842. | 1843. | 1844. | 1845. | 1846. | 1847. | ► | ►►
Arhitektura • Astronomija • Biologija • Fotografija • Glazba • Kazalište • Kemija • Kiparstvo • Knjige • Književnost • Kršćanstvo • Meteorologija • Medicina • Politika • Pravo • Promet • Slikarstvo • Šport • Znanost • Željeznički promet

## Događaji
- U Beogradu ilirci objavljuju list „Branislav“

## Rođenja
- 15. travnja – Ferdo Becić, hrvatski književnik († 1916.)
- 16. travnja – Anatole France, francuski književnik († 1924.)
- 30. travnja – Paul Verlaine, francuski pjesnik († 1896.)
- 21. svibnja – Henri Rousseau, francuski slikar († 1910.)
- 1. kolovoza – Armin Šrabec, hrvatski klasični filolog, violočelist i skladatelj († 1876.)
- 22. kolovoza – George Washington De Long, američki istraživač († 1881.)
- 30. kolovoza – Friedrich Ratzel, njemački geograf i etnograf († 1904.)
- 15. listopada – Friedrich Nietzsche, njemački filozof, pjesnik i klasični filolog († 1900.)
- 22. listopada – Sarah Bernhardt, francuska glumica († 1923.)
- 2. studenog – Mehmed V., turski sultan († 1918.)
- 25. studenog – Carl Benz, njemački izumitelj († 1929.)

## Smrti
- 19. siječnja – Kalist Ambruš, gradišćanskohrvatski franjevac i vjerski pisac (* 1783.)

## Vanjske poveznice
|  | Zajednički poslužitelj ima još gradiva o temi 1844. |